# Glensheen (mansión)
Glensheen es una mansión en Duluth, una ciudad portuaria del estado de Minnesota (Estados Unidos). Actualmente es operada por la Universidad de Minnesota Duluth como una casa museo histórica. Glensheen se encuentra en 12 acres de propiedad frente al mar en el lago Superior, tiene 1858 m², 39 habitaciones y está construida en estilo neojacobino, inspirada en los estilos Beaux-Arts de la época. Fue construida como la casa familiar de Chester Adgate Congdon. El edificio fue diseñado por el arquitecto de Minnesota Clarence H. Johnston Sr., con interiores diseñados por William A. French Co. y el jardín formal en terrazas y el paisaje de estilo inglés diseñado por la firma Charles Wellford Leavitt de Nueva York. La construcción comenzó en 1905 y se completó en 1908. Costó 854 000 dólares (más de 22 millones de dólares de 2017) Es un ejemplo supremo de diseño y artesanía del Medio Oeste a principios del siglo XX.

## Descripción
El interior de William French exhibe estilos victoriano tardío, Arts and Crafts, estilo federal y Art Nouveau. French también diseñó los muebles de la casa para que combinaran con el estilo de cada habitación. Las habitaciones están decoradas o revestidas con paneles de nogal circasiano, caoba, ciprés, roble ahumado, abedul esmaltado y nogal americano, y los muebles de cada habitación están hechos de la misma madera utilizada en la carpintería. 
Los muebles originales llevados a la casa en 1908 y 2009 permanecen prácticamente en el mismo lugar que han estado durante 110 años. Algunos de los revestimientos de paredes y tapizados también son originales. Los pasillos exhiben el estarcido original en estilo Arts and Crafts, así como tallado en madera. Los revestimientos de paredes y techos están hechos de lana, seda, arpillera rellena y pan de oro. Las puertas de toda la casa están hechas de dos tipos de madera, con roble en el lado del pasillo y la variedad de madera utilizada en la habitación en el otro lado. El mobiliario de la habitación del hijo mayor, por ejemplo, está decorado con motivos con incrustaciones de ébano que se repiten en las paredes con paneles de roble. 
La colección de arte de Chester Congdon cuelga en la casa como lo hizo cuando los Congdon vivían allí. La colección incluye obras de los artistas estadounidenses Charles Warren Eaton, Henry Farrer, Childe Hassam, Albert Lorey Groll, Hamilton King, Lawrence Mazzanovich, Henry Ward Ranger, Peter Alfred Gross, David Ericson, CF Daubigny, Henri Harpignies y muchos más. La casa también contiene un bordado de seda realizado por el artista japonés Watunabe. Además de la mansión principal, la finca tiene su propia cochera, cabaña en el jardín y casa de botes junto al lago.

## Historia

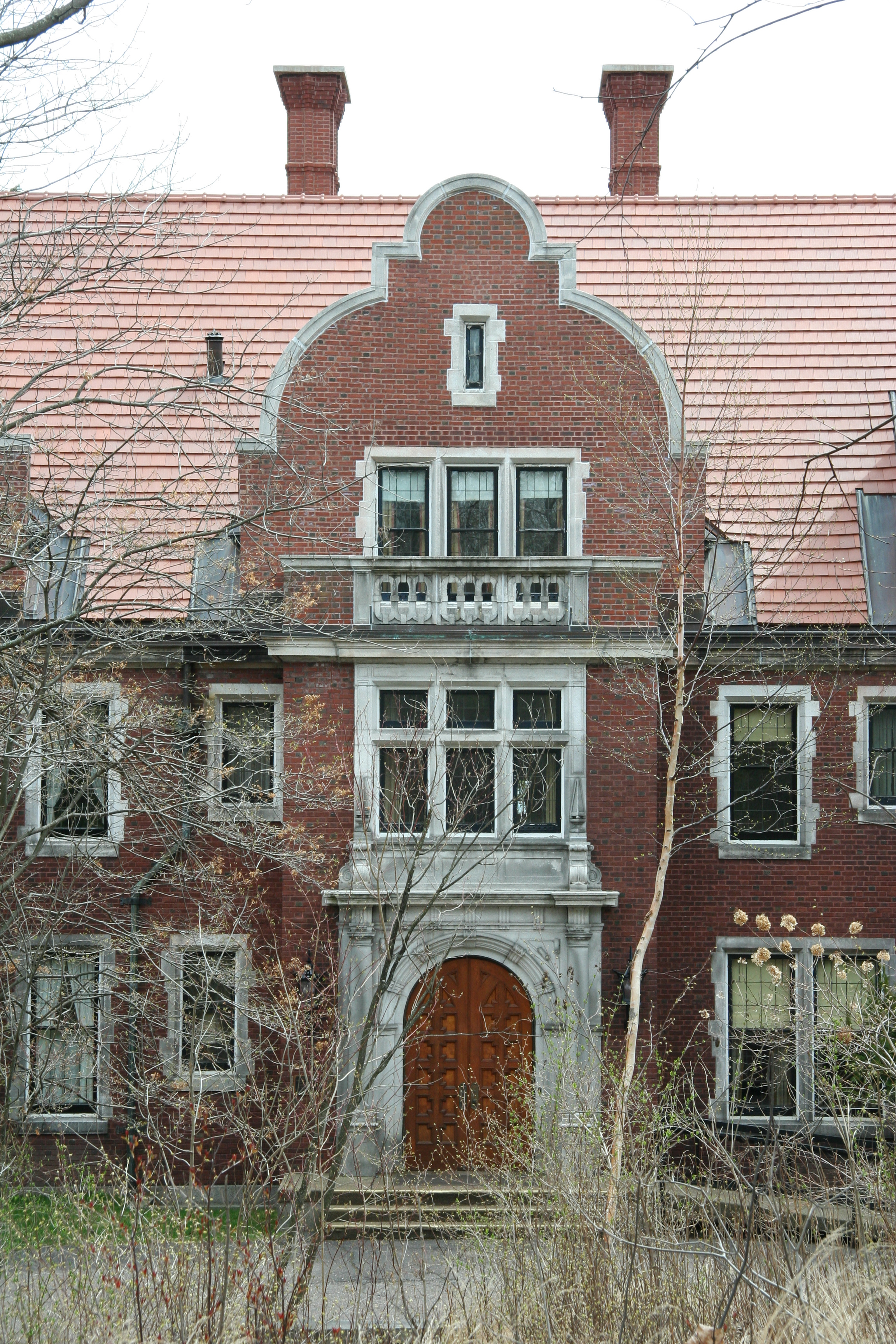
Glensheen desde la autopista 61.

En 1968, la propiedad fue entregada a la Universidad de Minnesota Duluth, que opera Glensheen hasta el día de hoy. En ese momento, Elisabeth Congdon (la hija menor de Chester Congdon) recibió una propiedad vitalicia, lo que le permitió ocupar Glensheen hasta su muerte. En 1979, dos años después de la muerte de Elisabeth, la mansión se abrió al público. Durante años, el tercer piso y el ático estuvieron cerrados al público debido a preocupaciones de seguridad sobre el acceso limitado, pero ambas áreas se abrieron a recorridos en grupos pequeños en 1992. La finca está incluida en el Registro Nacional de Lugares Históricos.
Además de su importancia arquitectónica, Glensheen es digno de mención por los asesinatos de Elisabeth Congdon y su enfermera, Velma Pietila, el 27 de junio de 1977. Roger Caldwell, el segundo esposo de la hija adoptiva de Elisabeth, Marjorie Congdon LeRoy Caldwell Hagen, fue declarado culpable de dos cargos de asesinato en primer grado y recibió dos cadenas perpetuas. Marjorie fue acusada de complicidad y conspiración para cometer asesinato, pero fue absuelta de todos los cargos. En 1982, la Corte Suprema de Minnesota revocó la condena de Caldwell. Estaba programado para ser juzgado de nuevo, pero se declaró culpable y presentó una confesión completa. Posteriormente fue puesto en libertad y en 1988 se suicidó. En los años intermedios, Marjorie Congdon Caldwell Hagen fue condenada dos veces por incendio provocado, por el que cumplió 12 años de prisión, y una vez fue buscada por bigamia en Dakota del Norte.

## En la cultura popular
La película Te gustará mi madre se filmó en la mansión Glensheen. La película fue protagonizada por Patty Duke y Richard Thomas, estrenada el 13 de octubre de 1972.
La serie de televisión documental estadounidense/australiana Behind Mansion Walls, en Investigation Discovery, dedicó la mitad del episodio siete, en su temporada de debut, a los asesinatos de Elisabeth Congdon y su enfermera.
El programa de televisión estadounidense Mansions and Murders presentó la historia de los asesinatos de Elisabeth Congdon y su enfermera Velma Pietila. El programa también habló de algunos de los crímenes que cometió la hija adoptiva de Elisabeth, Marjorie, como incendio premeditado y falsificación, así como su absolución de los asesinatos. El título del episodio es "Buenas noches, enfermera". Es el tercer episodio de la primera temporada y se emitió el 6 de mayo de 2015.
En 2015, Jeffrey Hatcher y Chan Poling crearon un musical basado en los asesinatos titulado Glensheen.
La película Girl Missing, protagonizada por Francesca Eastwood, se filmó parcialmente en Glensheen, presentando los terrenos, la orilla del lago Superior y el exterior de la casa.